# 林彬 (大法官)

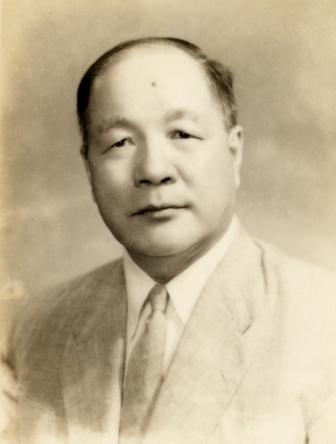
林彬

林彬（1893年—1958年7月24日），字佛性，谱名宏肇，浙江省樂清縣（今樂清市）海屿乡高阳村人。中华民国法学家、政治人物。

## 生平
民国9年（1920年），林彬自北京大学法学系毕业，获学士学位，留校任教。此后，曾在地方法院、高等法院、最高法院等处任检察官、推事、庭长、审判官等职。民国12年（1923年），主办曹锟贿选总统案。民国15年（1926年），主办段祺瑞政府髙级官员杀伤请愿学生案。
1927年，林彬出任国民政府法制局编审。1928年立法院成立，林彬先后出任第一至四届立法委员，同时兼任法制委员会委员长。其间参与起草中华民国宪法草案及说明书，参与制定了标准法、国籍法、民法、刑法、民事诉讼法、户籍法、土地法、强制执行法、违警罚法、破产法、公证法、律师法及各种机关组织法等法律。其间，他还任教于国立北京大学、国立政治大学、国立中央大学等校法律系。
1937年，林彬曾因病返乡，抗日战争爆发后返回南京，后又与国民政府一同前往四川。1939年因母亲逝世而回乡奔丧。1942年起，任考试院法规委员会委员。1945年当选中央监察委员，1946年又当选制宪国民大会代表。1947年当选第一届国民大会代表，1948年出任司法院大法官。赴台湾后，于1950年至1954年间任司法行政部部长。同时还任國立臺灣大學教授、总统府国策顾问等。1958年7月24日，林彬逝世。